# Фракция (география)
Фра́кция (итал. frazione) — в Италии территориально и административно обособленная часть коммуны. Она может иметь определённую административную и финансовую автономию, но не является местопребыванием муниципальных учреждений.

## История
Уже в изданном в 1819 году списке коммун Ломбардо-Венецианского королевства ко многим из них были приписаны фракции. 
Со статистическими целями фракции впервые были выделены при подготовке переписи населения 1931 года, когда коммуны были обязаны предоставить карты своих территорий в масштабе 1:25 000 с разделением территории на фракции. 
Статья 9 закона Итальянской Республики «Об упорядочивании регистрации жителей» от 24 декабря 1954 года предписала коммунам при необходимости выделять из своего состава фракции.
Согласно действующему на середину 2017 года законодательству, фракция должна представлять собой обитаемую часть не менее, чем из 15 семей, или несколько обитаемых частей, тяготеющих к единому центру. У фракции может быть свой вице-мэр (итал. prosindaco) с ограниченными полномочиями, представляющий на территории фракции мэра коммуны и являющийся членом коммунальной джунты.
Фракции могут образовываться как в результате выделения отдельных территорий в составе коммуны, так и после объединения нескольких коммун в одну.